# Campeonato Europeo de Patinaje Artístico sobre Hielo de 2016
El CVII Campeonato Europeo de Patinaje Artístico sobre Hielo se celebró en Bratislava (Eslovaquia) del 27 al 30 de enero de 2016 bajo la organización de la Unión Internacional de Patinaje sobre Hielo (ISU) y la Federación Eslovaca de Patinaje sobre Hielo.
Las competiciones se realizaron en el Estadio de Hielo Ondrej Nepela de la capital eslovaca.

## Calendario
- Hora local de Bratislava (UTC+1).

| Programa corto | Programa libre |

| Fecha | Hora          | Evento            |
| ----- | ------------- | ----------------- |
| 27.01 | 10:15 – 15:25 | Femenino          |
| 27.01 | 17:30 – 22:40 | Masculino         |
| 28.01 | 12:25 – 16:55 | Danza sobre hielo |
| 28.01 | 17:45 – 21:50 | Masculino         |
| 29.01 | 14:00 – 16:50 | Parejas           |
| 29.01 | 18:00 – 21:55 | Femenino          |
| 30.01 | 10:00 – 13:00 | Parejas           |
| 30.01 | 14:30 – 17:50 | Danza sobre hielo |

## Resultados

### Masculino
| Puesto | Nombre           | País   | Puntos |
| ------ | ---------------- | ------ | ------ |
| Oro    | Javier Fernández | España | 302,77 |
| Plata  | Alexei Bychenko  | Israel | 242,56 |
| Bronce | Maxim Kovtun     | Rusia  | 242,21 |

### Femenino
| Puesto | Nombre               | País  | Puntos |
| ------ | -------------------- | ----- | ------ |
| Oro    | Yevgueniya Medvedeva | Rusia | 215,45 |
| Plata  | Yelena Radionova     | Rusia | 209,99 |
| Bronce | Anna Pogorilaya      | Rusia | 187,05 |

### Parejas
| Puesto | Nombre                                 | País     | Puntos |
| ------ | -------------------------------------- | -------- | ------ |
| Oro    | Tatiana Volosozhar / Maxim Trankov     | Rusia    | 222,66 |
| Plata  | Aliona Savchenko / Bruno Massot        | Alemania | 200,78 |
| Bronce | Yevgueniya Tarasova / Vladimir Morozov | Rusia    | 197,55 |

### Danza en hielo
| Puesto | Nombre                                  | País    | Puntos |
| ------ | --------------------------------------- | ------- | ------ |
| Oro    | Gabriella Papadakis / Guillaume Cizeron | Francia | 182,71 |
| Plata  | Anna Cappellini / Luca Lanotte          | Italia  | 178,01 |
| Bronce | Yekaterina Bobrova / Dmitri Soloviov    | Rusia   | 176,50 |

## Medallero
| Núm. | País     | Oro | Plata | Bronce | Total |
| ---- | -------- | --- | ----- | ------ | ----- |
| 1    | Rusia    | 2   | 1     | 4      | 7     |
| 2    | España   | 1   | 0     | 0      | 1     |
| 2    | Francia  | 1   | 0     | 0      | 1     |
| 4    | Alemania | 0   | 1     | 0      | 1     |
| 4    | Israel   | 0   | 1     | 0      | 1     |
| 4    | Italia   | 0   | 1     | 0      | 1     |
|      | TOTAL    | 4   | 4     | 4      | 12    |